# François Mairesse
François Mairesse (Bruselas, Bélgica, 1968) es un Ingeniero en Gestión, Licenciado en Filosofía y Letras y Doctor especializado en Historia del Arte por la Universidad Libre de Bruselas, profesor en Université Sorbonne Nouvelle Paris 3 y especialista en museología, autor de varios libros y artículos sobre museo y museología. Dirigió el Museo Real de Mariemont (Bélgica) de 2002 a 2010 y desde 2013 es presidente del Comité Internacional de Museología del ICOM.

## Biografía
Egresado de la Universidad Libre de Bruselas (ULB) (Solvay Brussels School of Economics and Management), François Mairesse obtuvo el título de Ingeniero de Gestión y luego siguió la formación en Historia del arte. Completó su formación de museología en la Escuela Internacional de Museología de Verano de Brno, ISSOM (República Checa) en 1995, bajo la dirección de Z. Z. Stransky.
Fue miembro de la Royal Academy of Belgium, clase "Tecnología y sociedad", participó del Consejo de Administración de la asociación Museos y Sociedades de Valonia (2005-2010), del Comité Científico del Museo de Ciencias y Técnicas de Parentville (Charleroi), (1999-2001), la Oficina del Comité Internacional de Museología del ICOM (Consejo del ICOFOM) (2001-2010), Grupo de investigación sobre museos y patrimonio, París (1996-1999), y fue miembro fundador del Consejo de Museos de Bruselas.
En 1999, dictó el curso de museología del DESS-Master 2 "Museología y Nuevos Medios" en la Universidad Jean Moulin Lyon 3 y también enseña museología en la Universidad de Lieja. En 2010, sucedió a Michel Colardelle en la Cátedra de museología de la Escuela de Louvre. Desde 2009, ha sido elegido miembro de la Clase de Tecnología y Sociedad de la Real Academia Belga, y se convierte en miembro asociado en 2011.

## Museo y museología
François se define principalmente como museólogo y es en esta dirección que prepara su tesis de doctoral. Integra el Consejo Internacional de Museos (ICOM), y es miembro del Comité de Museología del ICOM (ICOFOM). Desde 1996 publica numerosos artículos en esta disciplina y desde 2000, se asocia con el trabajo de definición de Concepts clés de la muséolologie (Conceptos Clave de Museología), dirigido por André Desvallées, con quien edita Vers une redéfinition du musée (Paris, l'Harmattan, 2007), los Concepts clés de la muséolologie (Paris, Armand Colin/Icom, 2010) y el Dictionnaire encyclopédique de muséolologie (Paris, Armand Colin, 2011).

### Grandes temas
La problemática inicial, que sirve de hilo conductor al conjunto, es el concepto de proyecto museístico y de su evaluación. Mairesse parte de referencias más antiguas, y sobre todo de los trabajos de los museólogos estadounidenses Brown Goode y Dana. La naturaleza particular de cada uno de los proyectos desarrollados por los diferentes museos permitirá el establecimiento de una tipología, porque el proyecto museístico está lejos de ser unívoco y estático.
Dos ejes complementarios estructuran este pensamiento: 
1. Primeramente, la contradicción entre dos tipos de proyectos: la vocación de templo del museo, que se apoya sobre el antiguo mandato de salvaguardar colecciones, y aquella de teatro, que se arraiga sobre todo en el trabajo del museólogo belga Samuel Quiccheberg;
2. La delicada articulación de esta institución sobre la vida económica y política, condición de supervivencia, que estará expuesta algunos años más tarde en Le Musée hybride (2010).

### Culto y espectáculo
La historia del museo se explora desde los orígenes antiguos que definieron su primera misión, dedicada principalmente al encuentro y la salvaguardia de las riquezas de la cultura y la naturaleza. Inicialmente se centró en las colecciones, el museo se ha convertido en un templo, convirtiéndose en instrumento y objeto de adoración. Pero el otro lado de la institución es mostrar un aspecto teatral, que se ha revelado gradualmente desde el Renacimiento y que probablemente será el aspecto más significativo de los tiempos contemporáneos. Así entendido, el proyecto del museo se encontrará en figuras que no podrían haberse imaginado inicialmente como, por ejemplo, en el siglo XX, la radio y la televisión, estas memorias colectivas también tenían la intención de preservar y mostrar,. Pero para Mairesse, la espectacular dimensión del museo no aparece plenamente hasta el siglo XX trayendo consigo una verdadera revolución:
"El espectacular museo opera la fusión entre estos tres elementos: el papel del Estado, la relación de supervivencia entre las masas e instituciones, el papel de la tecnología".
Esta revolución parece ser mucho más radical, aunque menos explícita, que las de la Nueva Museología o la de la museología científica, porque responde a un cambio social. O el espectacular propia en nuestro tiempo, el Beaubourg o el Guggenheim de Bilbao o incluso el de la gran lumbrera, con su famosa pirámide, mientras que también es la tecnología visual y responde a los intereses de la racionalización, ya que debe generar los ingresos suficientes para fonctionner, planteando la cuestión de un posible la autosuficiencia, sino que también es el evento y los resultados en exposiciones temporales de inflación para satisfacer el gusto del público para la renovación, es lúdico y finalmente une allí por el parques de diversiones como Disneyland. Con esta dimensión espectacular, el problema de financiar el museo y la cultura en general está ahora a la vanguardia.

### Máquina híbrida
El primer eje, el resultado de una historia compleja y turbulenta es inseparable del otro aspecto que se refiere inexorablemente, a saber, la cuestión de la inclusión de la institución en el tejido económico y político, condición irreducible para su supervivencia . Este problema, dirigida en 2005 con el derecho a entrar en musée, será tomada en 2007 del ejemplo concreto del Museo Real de Mariemont, presentado como un "regalo del capital" antes de ser puesto en contexto y discutido metódicamente en 2010 en The Hybrid Museum.
La elección crucial que se impone al museo es la de su fuente de financiación, ya que la alternativa no es sostenible entre la opción del generador "todo estado", según el análisis dado en el museo híbrido - d ' una desafortunada dependencia de la cultura del poder, y del "mercado total", que corre el riesgo de una desnaturalización de la cultura transformada en mercancía. Tales tensiones surgen especialmente cuando el museo se ve obligado a reflexionar sobre sus políticas de precios, o cuando se le pide que decida sobre la posible venta de su patrimonio (la enajenación de las colecciones).
François Mairesse rechaza estas dos soluciones antitéticas consecutivas y sugiere una tercera vía, la del regalo, tras el famoso Essai sur le don (1923) de Marcel Mauss, insistiendo en que el regalo no es primero, un acto moralmente virtuoso nacido de una oleada de generosidad, pero un modo de intercambio convencional y simbólico (dar, recibir, representar) basado en reglas distintas a las del mercado.
Ninguno de estos tres modos de financiación puede ser autosuficiente, Mairesse evoca, en el Museo Híbrido, combinaciones que probablemente respondan a la complejidad polimórfica de esta institución original. De ahí el uso del modelo mecánico de la "máquina híbrida", el motor que, en la lucha contra la entropía, no se basa simplemente en una fuente externa de energía como el petróleo, sino que produce una otra energía, por ejemplo electricidad, que en algunos casos será sustituida por la primera para optimizar la producción del conjunto.
Con Jean-Michel Tobelem28, François Mairesse es uno de los primeros museólogos francófonos que ha estudiado el problema de la gestión económica y financiera de los museos.

### En español
- - Mairesse F., Aboudrar B. N., La mediación cultural, Buenos Aires, Libros UNA, 2018, 136 p.
  - Mairesse F., Rochelandet F., Economía de las artes y de la cultura,  Buenos Aires, Libros UNA, 2022, 296 p.